# Монши Сент Елоа
Моншѝ Сент Елоа̀ (на френски: Monchy-Saint-Éloi) е малък град в Северна Франция, департамент Оаз на регион О дьо Франс, предградие на град Крей. Разположен е на надморска височина 37 м. Население около 2000 души (2007).

## Личности
В Монши Сент Елоа умира художникът Леон Бона (1833-1922).